# Ahmed Kutucu
Ahmed Kutucu (* 1. März 2000 in Gelsenkirchen) ist ein türkisch-deutscher Fußballspieler, der bei Galatasaray Istanbul unter Vertrag steht.

## Karriere

### Im Verein
Kutucu, dessen Vater in Gelsenkirchen als Bergmann arbeitete, begann 2003 im Alter von drei Jahren bei den Sportfreunden Haverkamp mit dem Fußballspielen, bevor er 2006 in die Jugend von Rot-Weiss Essen wechselte. 2011 wechselte Kutucu in die Jugend des FC Schalke 04 und durchlief diese fortan komplett. In der Saison 2016/17 gewann er mit der B-Jugend (U17) den Westfalenpokal sowie die West-Staffel der B-Junioren-Bundesliga, musste sich mit seinem Team aber in der Endrunde im Halbfinale dem FC Bayern München geschlagen geben. In der Saison 2017/18 gewann Kutucu mit der A-Jugend (U19) die West-Staffel der A-Junioren-Bundesliga. Bei der 1:3-Niederlage im Endspiel gegen Hertha BSC schoss er das Tor seiner Mannschaft.
In der Sommervorbereitung 2018 nahm Kutucu mit der Profimannschaft an einer Marketing-Reise nach China teil und kam bei den Testspielen gegen den FC Southampton und Hebei China Fortune zum Einsatz. Zum Beginn der Saison 2018/19 zählte Kutucu ausschließlich zum Kader der A-Jugend. Im Dezember 2018 wurde Kutucu von Domenico Tedesco aufgrund einer angespannten Personallage im Offensivbereich im Vorfeld des Champions-League-Spiels gegen Lokomotive Moskau in den Profikader hochgezogen. Zu diesem Zeitpunkt hatte er in 11 Einsätzen in der A-Junioren-Bundesliga 11 Tore erzielt. Beim 1:0-Sieg gegen den russischen Meister am 11. Dezember 2018, vor dem das Schalker Weiterkommen bereits festgestanden hatte, wurde Kutucu in der Schlussphase eingewechselt. Vier Tage später folgte sein Bundesligadebüt als er beim 1:1-Unentschieden gegen den FC Augsburg ebenfalls im Laufe der zweiten Halbzeit eingewechselt wurde. Am 22. Dezember 2018 erzielte Kutucu bei einem 3:1-Auswärtssieg beim VfB Stuttgart in seinem zweiten Bundesligaspiel sein erstes Tor. Im Februar 2019 erhielt er seinen ersten Profivertrag mit einer Laufzeit bis zum 30. Juni 2022. In der Saison 2018/19 kam Kutucu insgesamt auf 13 Bundesligaeinsätze (3-mal von Beginn), in denen er 2 Tore erzielte. In der U19, für die er in dieser Spielzeit letztmals spielberechtigt war, erzielte er in 15 Einsätzen in der A-Junioren-Bundesliga 15 Tore und kam zudem 5-mal in der UEFA Youth League zum Einsatz. Außerdem spielte Kutucu ein Mal in der zweiten Mannschaft in der fünftklassigen Oberliga Westfalen, wobei er 2 Tore erzielte.
In der Saison 2019/20 fungierte Kutucu oft unter dem neuen Cheftrainer David Wagner als Joker. Er kam in 25 Ligaspielen zum Einsatz, lief unter anderem auch 3-mal in der Startelf auf. Dabei gelangen dem Offensivspieler 6 Scorerpunkte. Kutucus Situation änderte sich auch in der Hinrunde der Saison 2020/21 nicht. Unter Wagner sowie dessen Nachfolgern Manuel Baum, Huub Stevens und Christian Gross kam er zu 7 Einwechslungen in der Bundesliga ohne Torerfolg und fiel aufgrund einer COVID-19-Erkrankung mehrere Wochen aus. Im Sturm wurden ihm mehrere Mannschaftskollegen vorgezogen, unter anderem Matthew Hoppe. Zudem hatten die abstiegsbedrohten Schalker, die auf dem letzten Platz standen, mit dem 37-jährigen Klaas-Jan Huntelaar einen erfahrenen Stürmer verpflichtet.
Nach der Hinrunde, die aufgrund des späten Saisonstarts erst am 20. Januar 2021 endete, wechselte der 20-Jährige bis zum Saisonende auf Leihbasis zum niederländischen Erstligisten Heracles Almelo. Dort wollte er mehr Spielpraxis sammeln, um sich für eine Nominierung zur türkischen A-Nationalmannschaft für die Europameisterschaft 2021 zu empfehlen. Wenige Tage nach der Bekanntgabe der Leihe absolvierte Kutucu ein erfolgreiches Spieldebüt für Heracles, indem er maßgeblich am 1:0-Sieg beteiligt war. Er wurde in der Ligabegegnung gegen SC Heerenveen eingewechselt, fing in der Schlussphase einen Fehlpass des Gegners ab, leitete den Konter ein und passte im gegnerischen Strafraum zu seinem Sturmpartner, der das einzige Tor der Begegnung zum Sieg erzielte. Insgesamt kam er auf 15 Ligaeinsätze (3-mal von Beginn).
Zur Sommervorbereitung 2021 kehrte Kutucu zunächst zum FC Schalke 04 zurück, der inzwischen in die 2. Bundesliga abgestiegen war. Anfang Juli 2021 wechselte er jedoch in die Türkei zum Erstligisten Istanbul Başakşehir FK. Nachdem er dort nur zu 3 Einwechslungen in der Liga gekommen war, wurde er im Januar 2022 bis zum Ende der Saison 2021/22 an den Zweitligisten SV Sandhausen verliehen.
Im Juli 2023 wechselte Kutucu zum Zweitligisten Eyüpspor. Er stieg mit Eyüpspor in die Süper Lig auf und hatte dabei einen großen Anteil. In 21 Ligaspielen erzielte Kutucu 14 Tore und war nach Gianni Bruno der beste Torschütze der Mannschaft. Am 23. Januar 2025 wechselte Ahmed Kutucu zu Galatasaray Istanbul. Galatasaray Istanbul zahlte Eyüpspor eine Ablösesumme von 5.962.500 Euro. Kutucu unterschrieb einen Dreieinhalbjahresvertrag.

### In der Nationalmannschaft
Kutucu nahm mit der türkischen U17-Auswahl im Oktober 2017 an der U17-Weltmeisterschaft in Indien teil. Dabei kam er in allen drei Gruppenspielen zum Einsatz und erzielte einen Treffer. Im Juli 2018 nahm Kutucu mit der U19-Auswahl an der U19-Europameisterschaft in Finnland teil und kam ebenfalls in allen drei Gruppenspielen zum Einsatz (kein Tor).
Nationaltrainer Şenol Güneş nominierte den Offensivspieler für das EM-Qualifikationsspiel gegen Andorra am 17. November 2019 erstmals für die türkische A-Auswahl. Beim 2:0-Auswärtssieg stand Kutucu gemeinsam mit seinem Schalker Mannschaftskameraden Ozan Kabak in der Startelf.

## Erfolge
- Meister der Staffel West der A-Junioren-Bundesliga: 2018
- Meister der Staffel West der B-Junioren-Bundesliga: 2017
- U17-Westfalenpokal-Sieger: 2017
- Türkischer Zweitligameister: 2024
- Türkischer Meister: 2025
- Türkischer Fußballpokal: 2025